# 스타 프로젝트
《스타 프로젝트 온라인》(Starproject Online, 약칭: 스프온)은 아툰즈에서 제작하고 비비빅과 네이트 앱스토어, 네이버 소셜앱스에서 무료 서비스 '여성향 꽃미남 연애/육성 시뮬레이션 게임'이다. 2010년 6월 8일에 오픈 베타테스트를 시작 했으며, 현재는 부분 유료화 게임이다. 또한 웹 게임 형식이어서 굳이 다운로드 설치를 하지 않아도 쉽게 플레이를 즐길 수 있다.
2020년 12월 31일에 공식 서비스 종료 되었다.

## 세계관
현실의 서울을 배경으로, 현실의 시간과 날씨가 게임에 그대로 반영 된다.  날씨와 시간에 따라 발생 하는 다양한 이벤트도 있다.

## 시놉시스
한 때는 유명했던 연예인 기획사,  그러나 불의의 사고로 부모님이 교통 사고로 사망, 주인공이 회사를 물려 받게 된다. 그러나 소속 연예인도 스태프도 다 뿔뿔이 흩어져 버리고, 여주인공 앞에 놓인 것은 빚과 낡은 연예 기획사 건물 뿐….
그러던 어느 날, 주인공의 앞에 정의로 똘똘 뭉친 시골에서 상경한 한 소년이 나타나게 된다. 주인공은 이 소년에게서 스타가 될 가능성을 발견 하고, 힘을 합쳐 스타 육성 계획, '스타 프로젝트'를 시작 하게 된다!
모든 것이 부족 하기만 한 풋내기 스타와, 세상을 막 알아나가기 시작 하는 여고생 매니저, 과연 이들은 화려하게 빛나는 '스타'가 될 수 있을까?

## 출현 캐릭터

### 정윤
(일본어 버전 이름: 아사기 토우야)
- 성우 : 최승훈 / 테라시마 타쿠마
- 나이 : 17세
- 직업 : 고등학생(가출 중)
- 혈액형 : O형
- 생일 : 8월 13일(사자자리)
- 신장 : 178cm
- 체중 : 58kg
- 성격

단순, 활동적이고 시원시원한 성격.
오는 시비 다 받아주고 가는 시비 붙잡는다.
직선적이고 돌려 말 할줄을 모르며, 정의롭지만 귀찮은 것을 질색 한다.
- 특징

당황 하면 사투리로 말 할 때가 있다.
- 스토리

법조계에서 대대로 명성을 떨치고 있는 가문의 둘째 아들로, 어느날 윤은 형에게 "너는 주워 온 자식이야."라는 충격적인 말을 듣게 된다.
친부모를 찾기 위해 연예인이 되겠단 일념 하나로 가출을 감행하고 무작정 상경하게 되는데, 서울에서 길을 잃고 헤매던 중 주인공을 만나게 된다.
- 그 외

여성향 온라인 육성 게임 스타프로젝트의 첫 번째 공략 대상이며, 처음 플레이 할 시 무료로 제공해주는 유일한 캐릭터.
시나리오 클리어 조건이 낮으며, 돌발 이벤트시 얻는 능력치 또한 좋아 초심자용 캐릭터로써의 역할을 톡톡히 하고 있다.
체력이 '500 미만'일 때, 사무실로 돌아오면 캐릭터가 힘들어 하며 쓰러진다. 그 때 능력치나 호감도의 페널티가 주어지기 때문에 주의!

### 유원영
(일본어 버전 이름: 아카바네 렌)
- 성우 : 이호산 / 이시다 아키라
- 나이 : 20세
- 직업 : 환영 그룹의 후계자
- 혈액형 : A형
- 생일 : 11월 6일(전갈자리)
- 신장 : 188cm
- 체중 : 76kg
- 성격

차갑고 냉정하고 진중한 성격.
결단력이 강하고 머리가 좋지만, 사교성이 부족 하고 의외로 지기 싫어하고 깔끔한 면도 있다.
- 특징

돈에 대한 감각이 부족하다.
- 스토리

대기업 환영 그룹의 아들로, 배다른 형인 '진청(진준)'이 있다.
후계 구도로 갈등을 겪던 환영 그룹은 원영이 어른이 될 때까지 외국으로 유학을 보내게 된다.
성인이 되어 유학에서 돌아 온 원영은 진청에게 복수하기 위해 방법을 찾던 중, 진청의 어머니와 닮았다던 주인공을 만나기 위해 기획사로 찾아가게 된다.
- 그 외

여성향 온라인 육성 게임 스타프로젝트의 두 번째 공략 대상이며, 첫 번째 유료 남성 캐릭터.
초기 능력치는 센스가 높으며, 댄스가 매우 저조하다.
스타 레벨이 증가 하면 어느 순간:부터 방송국, PIPI, win 프로덕션에서 이벤트가 등장하며, 각 이벤트에 가수,모델,연기 레벨의 위주로 연관 되어 나타난다.

### 세바스티안 레온 폰 발렌시아/레온(리안)
(일본어 버전 이름: 토리안)
- 성우 : 엄상현 / 미키 신이치로
- 나이 : 25세
- 직업 : 용기사(기사단장)
- 혈액형 : B형
- 생일 : 7월 22일(게자리)
- 신장 : 188cm
- 체중 : 78kg
- 성격

다정하고 온화한 성격.
믿음직한 모습과 따뜻한 미소로 남녀 노소 모두에게 인기가 많다.
여성들을 칭할 때 항상 '레이디'라 부르며 깍듯하게 대하는 모습은 단지 직업이 기사이기 때문만은 아닌 듯.
특히 " 다가오는 여성 안 막고 떠나가는 여성 붙잡지 않는다!" 라는 마인드를 가지고 있다.
- 특징

본인은 부정하지만, 바람둥이.
- 스토리

검과 마법, 그리고 용의 세계, 파이논 제국, 파이논 제국의 용기사 단장인 레온은 어울리는 여성이 매일 바뀌는 대단한 바람둥이다.
그런 레온을 보다 못 한 아버지는 "널 공주에게 장가 보내주겠다!" 라고 선언!
그러나 '공주 = 마녀'로만 생각 하는 레온에게 이 결혼은 죽어도 받아들일 수 없어, 자유를 찾아 도망칠 궁리를 하게 된다.
그의 약혼녀인 파이논의 여왕, 윌(위니프리드) 또한 그 와의 약혼을 강력히 거부 하고 있어 결국 특단의 결단을 내리게 되는데…
그것은 다른 세계로 흩어진 '여신의 눈물'을 찾아 오는것. 여신의 눈물만 찾아 온다면 파혼을 해주겠다는 조건을 제시 한다.
그녀의 조건을 받아들인 레온은 파트너인 '제스'와 함께 마법진에 몸을 싣는데, 마법진으로 통해 나온 곳이 다름 아닌 주인공의 기획사 지하실이었다.

### 권가을
(일본어 버전 이름: 미도리가오카 소우타)
- 성우 : 안현서 / 호시 소이치로
- 나이 : 10세
- 직업 : 아역배우
- 혈액형 : AB형
- 생일 : 3월 22일(양자리)
- 신장 : 124cm
- 체중 : 21kg
- 성격

순진 하고 남을 잘 믿는 성격.
괴롭힘을 당해도 그게 괴롭히는 것인지 몰라서, 괴롭히는 쪽에서 먼저 그만두게 된다.
세상을 잘 모르고 스스로를 위할 줄도 몰라서 다른 사람들에게 이용 당할 때가 많다.
- 특징

빵을 정말 좋아한다. 귀엽고 곱상한 외형 때문에 가끔 여장을 하기도 한다.
- 스토리

아빠는 죽고, 엄마에게 버려진 고아 소년.
연예계에서 '불행을 부르는 소년'으로 불리며, 아역 배우의 길을 버리고 홀로 떠돌고 있었다.
비가 내리던 어느 날,  내리는 비를 피하기 위해 잠시 들렀던 곳이 주인공의 기획사였다. 그 날 주인공인 매니저와의 만남으로 아이돌 스타의 길을 다시 걷게 된다.

### 은미유(본명: 은지우)
- 성우 : 이경태
- 나이 : 17세
- 혈액형 : AB형
- 생일 : 5월 2일(황소자리)
- 신장 : 175cm
- 체중 : 60kg
- 성격

자신의 외모에 강한 자신감을 가진 나르시스트 캐릭터.
세상에서 가장 중요한 것은 자신의 외모를 지키는 것이라고 믿고 있다.
- 특징

매사에 당당하고 감정에 솔직한 강단 있는 성격.
하지만 상황에 따라 필요한 거짓말이나 꾸미는 말은 절대 하지 못한다.
성별이 남성인데도 어떠한 사정 때문에 여장을 하고 있다.
- 스토리

기획사 내 여성 아이돌의 투입을 절실히 느낀 매니저(주인공)는 무작정 명동으로 나가 길거리 캐스팅을 하게 된다.
수많은 사람들 속에서 당당한 여왕님처럼 빛나는 또래의 여자 아이, 은미유를 발견 한다. 모든 이의 시선을 사로 잡는 그녀, 최고의 아이돌이 될 수 있음을 확신 하고 함께 돌아온다.
하지만 은미유의 정체는 여장 모습을 한 남성 이었고 후에 자신의 본명은 ' 은지우 ' 라고 말 하며 여장을 하고 다니게 된 사정을 말 하게 된다.

### 이안
- 성우 : 신용우
- 나이 : 19세
- 직업 : 인터넷 쇼핑몰 피팅 모델
- 혈액형 : B형
- 생일 : 2월 14일(물병자리)
- 신장 : 184cm
- 체중 : 66kg
- 성격

타인 앞에서는 완벽한 매너와 미소로 대하지만 본 성격은 겉과 속이 다른 까칠하고 거친 좋지 못 한 성격이다.
- 특징

매력적인 혼혈 청년. 스탠딩 이미지와는 달리 오드아이이다. 오드아이 라는 독특함 때문에 항상 컬러 렌즈를 착용 하고 있다.
- 스토리

PPI에서 마주친 혼혈 모델 이안.
많은 이의 시선을 사로잡는 매력적인 외모와 몸매, 매너 있고 호감형의 성격 덕분에 이미 팬 클럽까지 있다는 이야기를 전해 들은 주인공인 매니저.
자신의 기획사로 영입 시키고자 마음 먹으며 그에게 명함을 건넨다. 하지만 명함만 건네자니 마음이 영 찝찝했던 매니저는 그의 뒤를 따라 의상실로 쫓아 가게 되는데….

### 서빈
- 성우 : 김장
- 나이 : 23세
- 직업 : 무직
- 혈액형 : O형
- 생일 : 12월 26일(염소자리)
- 신장 : 185cm
- 체중 : 63kg
- 성격

다정다감하며 항상 남을 배려 하고 걱정 한다.
자상하고 친절 하지만 싫어하는 감정은 솔직하게 말 하기 때문에 착하지만 절대 말싸움에는 지지 않는 타입
- 특징

노래 하는 꽃거지, 허당 투성이.
작곡과 기타 연주에 타고 났으며, 먹는 것과 공짜에 집착 하고 주인공인 매니저와 죽이 잘 맞음.
동생들에게는 아빠 같은 이미지 이지만 유독 매니저에게는 어리광을 부림.
오빠 보다는 동생 같이 느껴지는 반면 의외로 가끔씩 의미심장하게 깊은 속내를 담긴 말을 툭툭 던지기도 함.
케이와는 사이가 안 좋은 듯 했으나, 갈수록 점점 좋아지다가 결국 이런 저런 장난을 하는 사이까지 되었다.
- 스토리

부모님을 일찍 여의고 동생을 부양 해야만 했던 그.
태생적으로 음악적인 재능이 뛰어나 심심풀이 삼아 공원에서 부르던 노래에 사람들이 열광 하며 돈을 주기 시작 했다.
어느 날 주인공인 매니저를 만나 그녀의 기획사에 소속 연예인이 되었으며, 자신에게 '스타'의 재능을 발견 해 주고 동생들에게 비를 피해 줄 공간, 따뜻한 밥을 먹을 수 있는 공간을 서슴 없이 제공해 준 매니저에게 은혜를 갚고 싶은 마음을 품게 된다.

## 그 외 주변 캐릭터

### 1부 시나리오
- 정인 : CV.정현성
- 김연오 : CV.정인오
- 황태자 : CV.박시현
- 이도형 : CV.??
- 강명운(슈리) : CV.김광국

### 2부 시나리오
- 진청 : CV.김광국
- 윤수호 : CV.??
- 유회장 : CV.??

### 3부 시나리오
- 제스 : CV.서유리
- 위니 프리드 : CV.양정화
- 킬리안 : CV.이호산

### 4부 시나리오
- 김소하 : CV.양정화
- 유애리 : CV.서유리
- 임보람 : CV.박신희
- 박미누 : CV.정선혜
- 황고양 : CV.??
- 한세라 : CV.박신희

### 5부 시나리오
- 최강민 : CV.이재범
- 김연후 : CV.심규혁
- 윤지희 : CV.김하영

### 6부 시나리오
- 최준우 : CV.남도형
- 진유리 : CV.조경이

### 7부 시나리오[1]
- 서린 : CV.김가령
- 케이 : CV.윤용식

## 기타 특징
스타 프로젝트 온라인은 2012년 4월 1일 현재 비비빅, 네이트 앱스토어, 네이버 소셜앱스에서 서비스 하고 있는데, 각 스타들의 시나리오를 보기 위해 필요한 능력치가 조금씩 다르다. (지금은 네이버 소셜앱스와 네이트 앱스토어의 서비스가 종료 되어, 비비빅 사이트에서만 할 수 있다.)

## 음원

### 주제가
- 오프닝 테마 〈Twinkle star〉

작곡 : Tacat, 작사 : 이소예, 편곡 : HiTaZ, 노래：서량
- 엔딩 테마 〈U R My Star〉

노래 : 나래

### 기타
- 윤 디지털 음원 〈못 다한 이야기〉

작사・작곡・프로듀싱 : 조트리오, 노래 : 조규천

## CD

### 음반
- STAR★PROJECT Character Song 1st 윤&원영 캐릭터 송 앨범
작사・작곡・편곡・마스터링：S.I.D.-Sound

| 번호                    | 제목            | 성우   | 보컬 |
| ----------------------- | --------------- | ------ | ---- |
| 01                      | LOVE STRAIGHT   | 최승훈 |      |
| 02                      | 하루(Day Dream) | 최승훈 |      |
| 03                      | Dear            | 최승훈 |      |
| 04                      | Prelude         | 이호산 |      |
| 05                      | Still you       | 이호산 |      |
| 06                      | Twinkle star    |        | 서량 |
| BONUS Voice Drama track |                 |        |      |

- STAR★PROJECT Character Song 2st 4人4色 미유&이안&윤&원영 캐릭터 송 앨범
작사・작곡・편곡・마스터링：S.I.D.-Sound

| 번호 | 제목             | 성우                 |
| ---- | ---------------- | -------------------- |
| 01   | Starlight        | 이경태               |
| 02   | You And I        | 이경태               |
| 03   | Beautiful Chaser | 신용우               |
| 04   | 연가             | 신용우               |
| 05   | Run To You       | 최승훈               |
| 06   | Supernatural     | 이호산               |
| 07   | 너의 멜로디      | 이경태,최승훈,이호산 |